# Guntschnapromenade

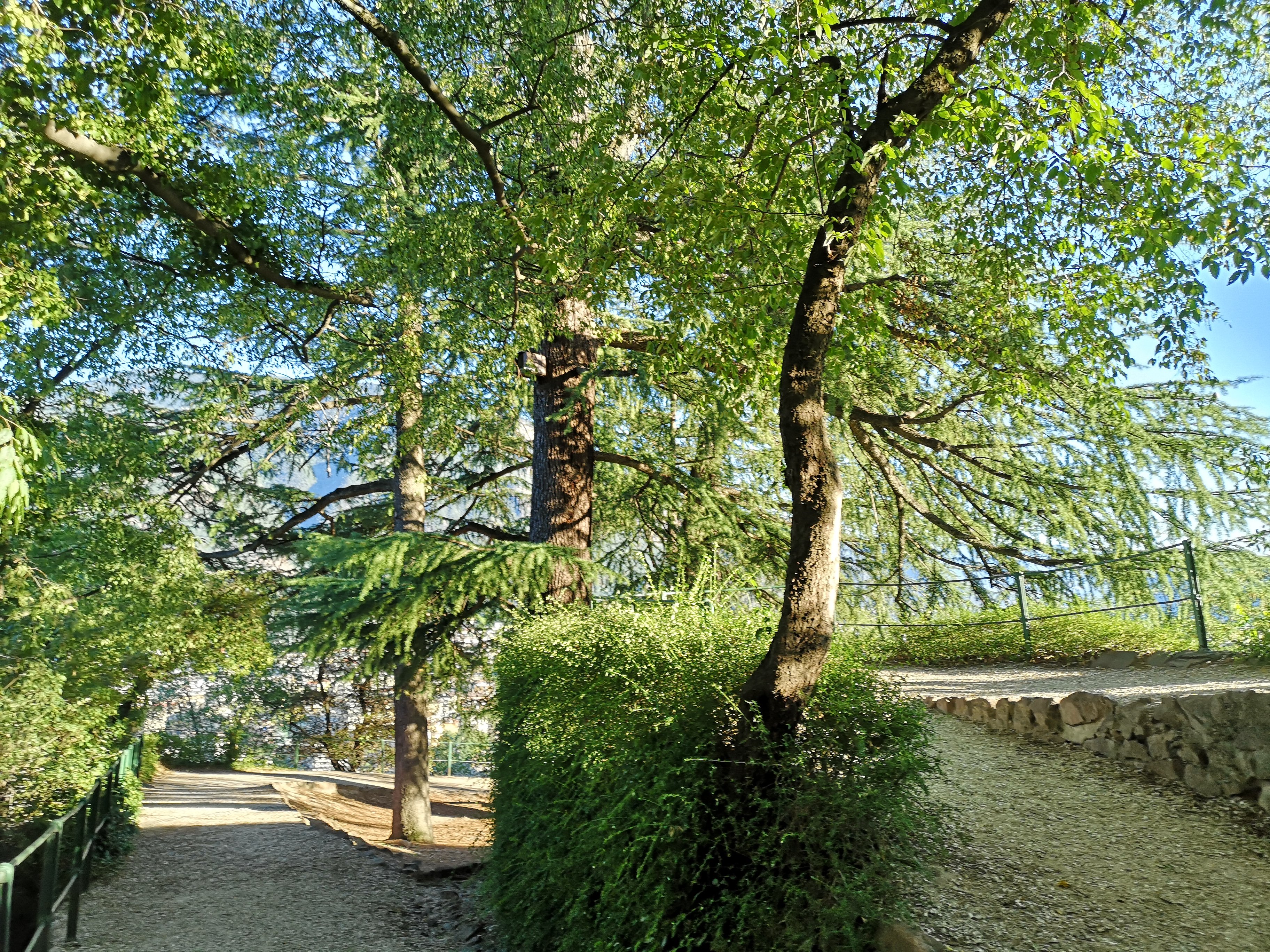
Mittelabschnitt der Guntschnapromenade

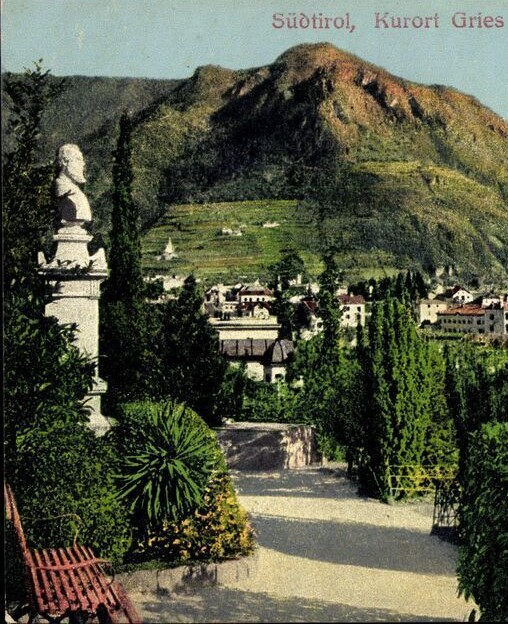
Die frühere Büste Erzherzog Heinrichs (auf einer Ansichtskarte von ca. 1900; Ausschnitt)

Die Guntschnapromenade ist eine Promenade in Bozens Stadtteil Gries. Angelegt in den Jahren 1890–1892 als Erzherzog-Heinrich-Promenade und ausgehend von der Alten Pfarrkirche Gries bzw. der Grundschule Gries, erschließt der leicht ansteigende, ca. 3 km lange Weg den unteren Bereich des Guntschnabergs und erreicht über das ehemalige Hotel Germania den Reichrieglerhof. Die Anlage wurde nach Plänen des Ingenieurs Gustav Weyersberg im Auftrag des Kurvereins Gries und auf Initiative eines eigens hierfür ins Leben gerufenen Komitees (unter Vorsitz von Minna Ottilie Scholvien-Wendlandt und von Otto Kiene) errichtet. Gries war damals noch eigenständige Marktgemeinde, deren Bürgermeister Franz Lintner-Unterrautner zu den treibenden Kräften des Promenadenbaus gehörte. Die Anlage der Promenade erfolgte auf den von Hepperger'schen Gründen der Berglehne und wurde in zwei Abschnitten errichtet. 
Die den Beginn der Promenade bildende Wandelhalle mit einer Reihe von steinernen und gusseisernen Säulen und darüberliegender Terrasse steht seit 1989 unter Denkmalschutz. Im oberen Abschnitt der Promenade überquert eine Brücke die Trasse der ehemaligen Guntschnabahn. Den Beginn der Promenade markiert eine Tropfsteinsäule, die noch in österreichisch-ungarischer Zeit aus der Adelsberger Grotte nach Gries gebracht und ursprünglich nahe den Grieser Tennisplätzen in der Weyersberg-Promenade (heutige Segantinistraße) aufgestellt worden war. Die sogenannte Winterpromenade vermittelt den Abstieg in die Fagenbachschlucht.

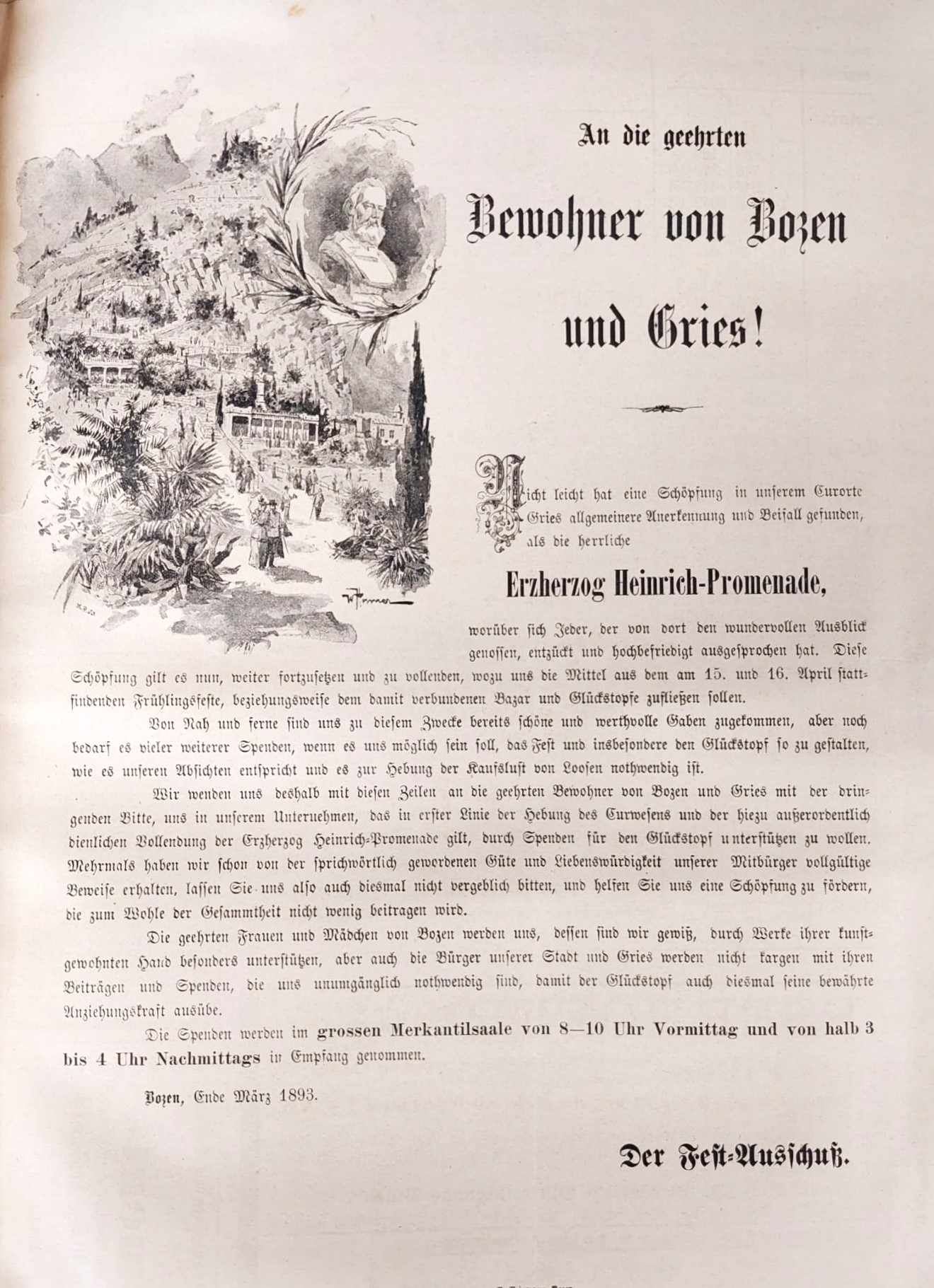
Eröffnung der Erzherzog-Heinrich-Promenade, Aufruf an die Bürgerschaft von Gries-Bozen 1893

Die feierliche Eröffnung der Promenade erfolgte am 29. Oktober 1892; dabei wurde eine (nach dem Ersten Weltkrieg wieder entfernte) Büste Erzherzog Heinrichs von Österreich – ein Werk Johannes Steinhäusers, des Direktors der Laaser Marmorwerke – zu dessen Andenken enthüllt. Im Sommer 1899 wurde der von der Germania zum Reichrieglerhof führende obere Abschnitt des Weges fertiggestellt. 1921 wurde die Promenade in Guntschnapromenade umbenannt. 1983 wurde der vom Bau der neuen Jenesiener Landstraße beeinträchtigte Weg von der Stadtgärtnerei Bozen umfassend saniert.

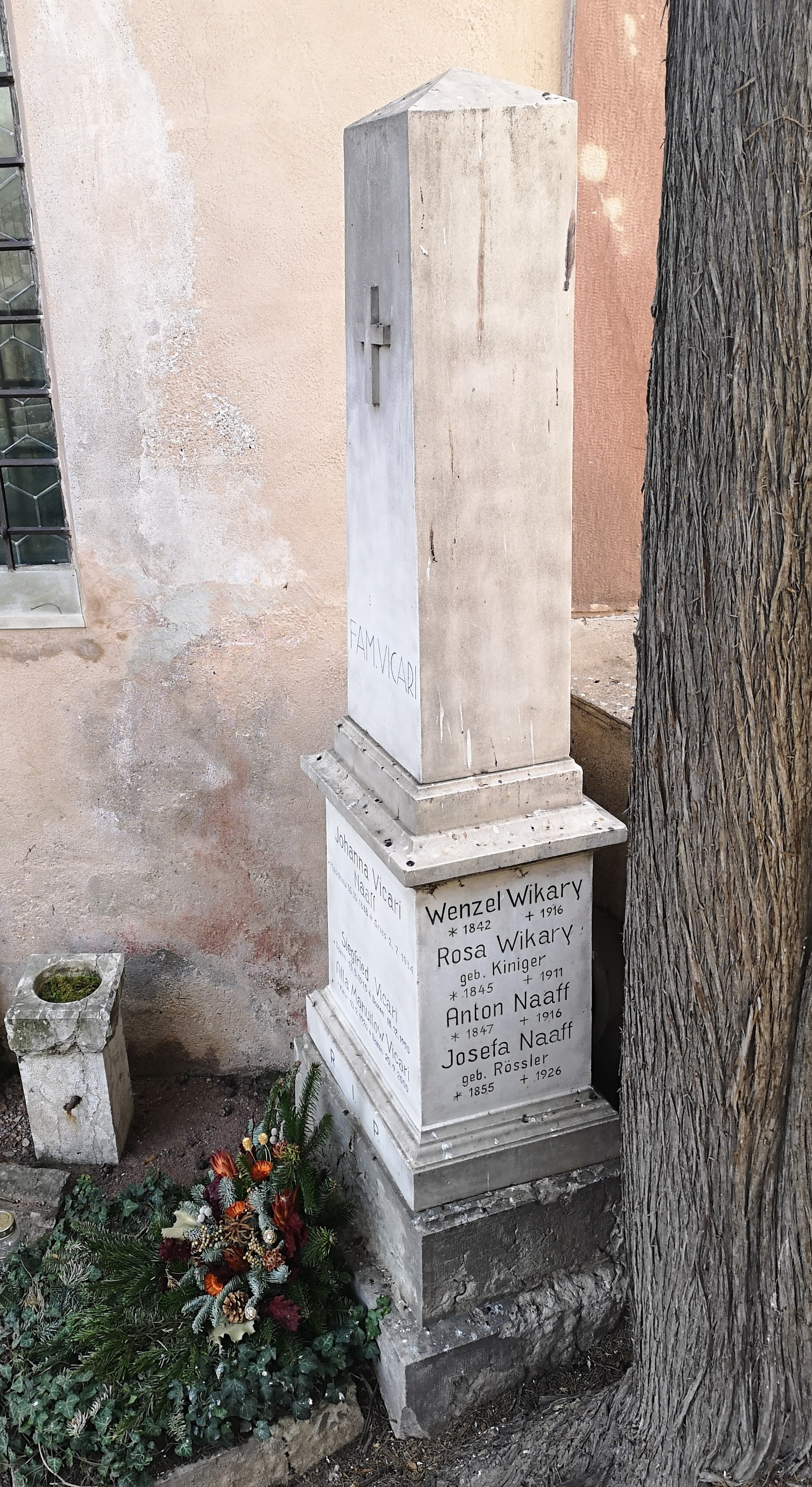
Grabmal Wenzel Wikarys an der Alten Pfarrkirche von Gries

Die Promenade weist eine beachtliche Bepflanzung mit großteils mediterraner Flora auf, deren Erstanlage auf den fürstlich Campofranco'schen Obergärtner Wenzel Wikary (Vikary; 1842–1916) zurückgeht.
Die grün gestrichenen Stahlstützen des Promenadengeländers stammen noch aus der Erbauungszeit und wurden in den Jenbachwerken gegossen.